# Julia (паром)
«Julia» (ранее — «Olau Britannia», «Bayard», «Christian IV») — круизный паром компании Fastnet Line, построенный в 1982 году на верфи AG Weser Seebeckswerft города Бремерхафен (Германия) и с марта 2010 года эксплуатируют на линии Суонси-Корк. Судном-близнецом является Nordlandia, называвшаяся первоначально «Olau Hollandia».

## История судна

### 2008: Julia (Stella Lines)
В июле 2008 года судно перешло к новому владельцу и было переименовано в «Julia». С августа 2008 года эксплуатировалось на линии Санкт-Петербург-Хельсинки; с октября 2008 года после прекращения работы на линии находилось в отстое в Котка в ожидании новой сферы применения или, соответственно, нового владельца. В ходе двух аукционов минимальную цену не дал никто. 4 апреля 2009 года стало известно, что финский банк, являющийся на данный момент времени владельцем, дал согласие на продажу ирландской инициативе.
C 2012 года судно используют как плавучее общежитие в городе Корк.

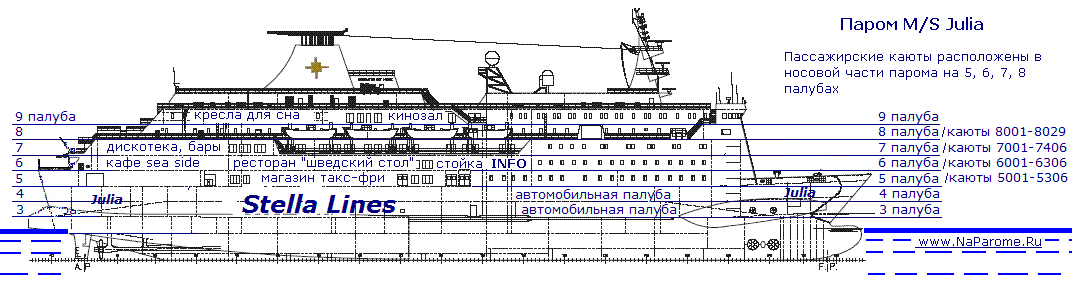